# Podersdorf am See

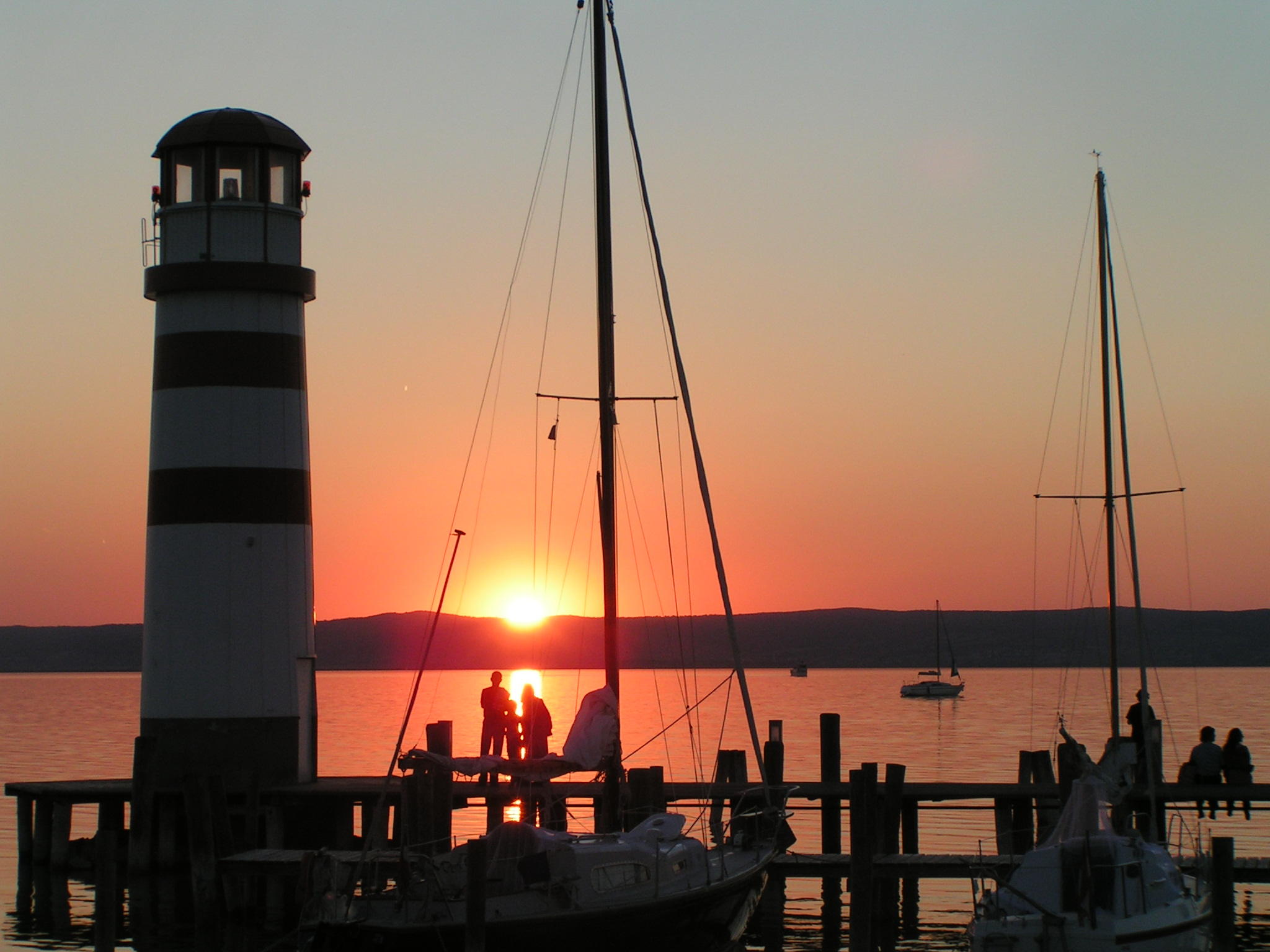
Sonnenuntergang am Hauptsteg

Podersdorf am See (ungarisch Pátfalu) ist eine Marktgemeinde mit 2146 Einwohnern (Stand 1. Jänner 2025) am Ostufer des Neusiedler Sees im nördlichen Burgenland.
Der Ort ist das Zentrum des Tourismus im Seewinkel mit einem Strandbad am Neusiedler See. Die Bewohner forcierten Tourismus und Weinbau, sodass Podersdorf nun die meisten Besucher im Burgenland vorweisen kann. Der Ort hat Anteil am Nationalpark Neusiedler See-Seewinkel und wird von Ornithologen und anderen Naturliebhabern geschätzt. Die geschützte pannonische Landschaft und die zahlreichen örtlichen Heurigen dienen Radfahrern und Wanderern als Ausflugsziele.

## Geografie
Podersdorf liegt als einziger Ort direkt am schilffreien Ostufer des Neusiedler Sees im östlichsten österreichischen Bundesland – dem Burgenland. Die Region zwischen Neusiedler See und Ungarn im Osten wird Seewinkel bezeichnet und ist Teil der kleinen ungarischen Tiefebene. In dieser flachen und relativ baumlosen Puszta liegen zahlreiche kleinere Seen mit einzigartiger Flora und Fauna. Die Kulturlandschaft Neusiedler See wurde 2001 zum Weltkulturerbe erklärt.
Der Ort liegt auf eiszeitlichen Sand- und Schotterböden der Donau. Eine darüberliegende Lössschicht sorgt dafür, dass Humus und Feuchte erhalten bleiben.
Am Podersdorfer Hotter sind Podersdorf am See und die Wochenendhaussiedlung Wüste die einzigen Siedlungen. Im Jahre 2001 wurden 818 Wohnhäuser und 783 Haushalte gezählt.

### Nachbargemeinden
- Neusiedl am See im Norden
- Weiden im Norden
- Gols im Nordosten
- Mönchhof im Osten
- Frauenkirchen im Südosten
- Illmitz im Süden

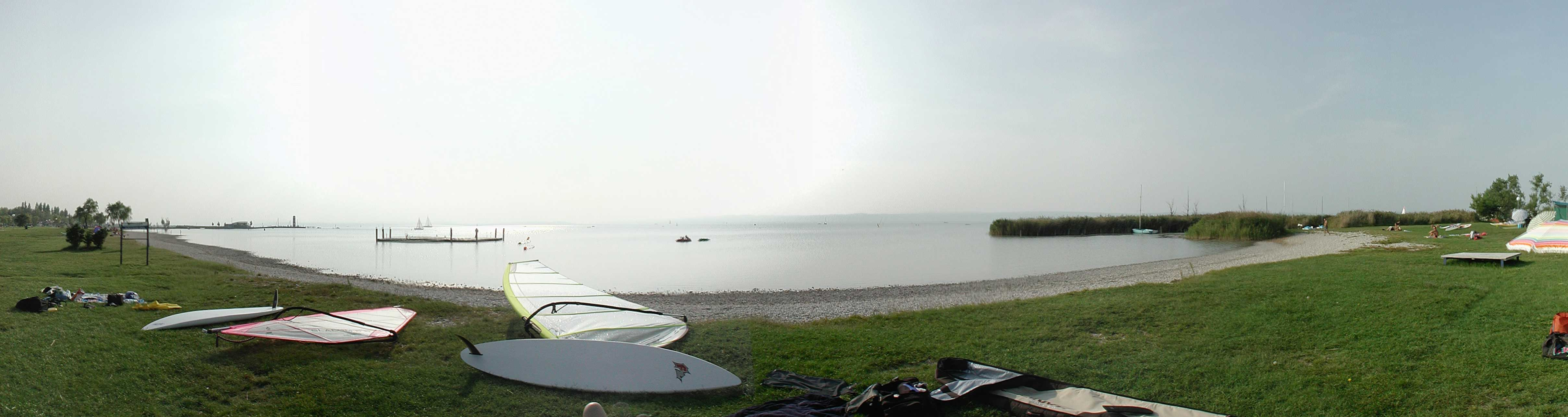
Blick von Podersdorf Richtung Westen nach Breitenbrunn, 120° Panoramafoto

- Breitenbrunn am gegenüber liegenden Seeufer im Nordwesten

### Klima
Der Seewinkel liegt im Einflussbereich des kontinentalen pannonischen Klimas. Die temperaturausgleichende Wirkung des Neusiedler Sees sorgt für einen milden Herbst. Dies bietet für den Weinbau optimale Bedingungen. Die Thermik des Sees sorgt dafür, dass im Sommer nur sehr wenig Niederschläge das Land bewässern, was dem Tourismus zugutekommt. Im Übrigen gilt der Seewinkel auch als sehr windreiche Gegend, was für Windenergieanlagen und von Seglern und Windsurfern genutzt wird.

## Geschichte

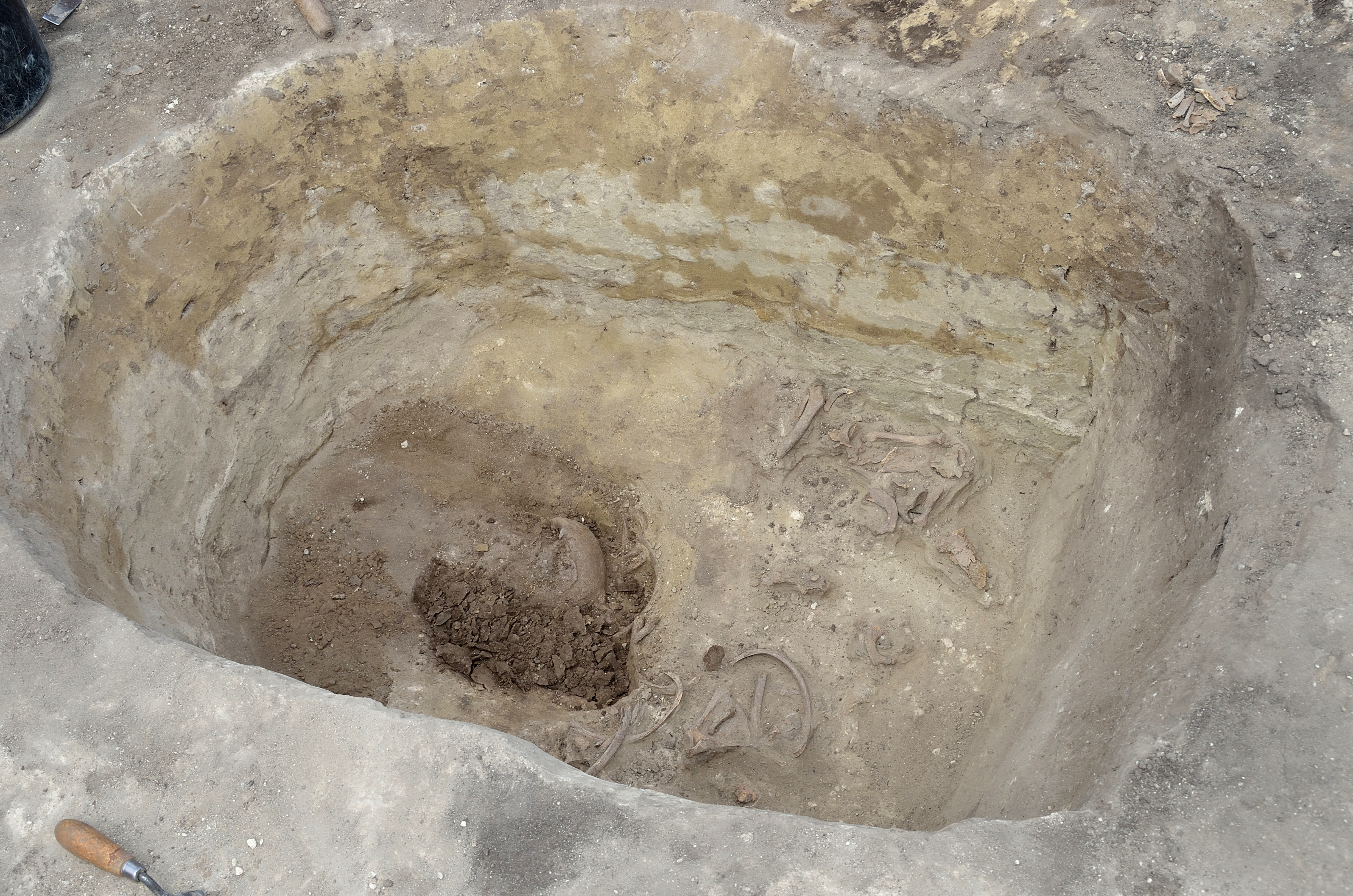
Awarengrab während der Grabung 2016

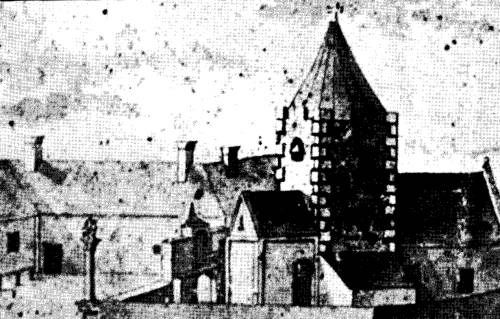
Pfarrkirche Podersdorf am See um 1730

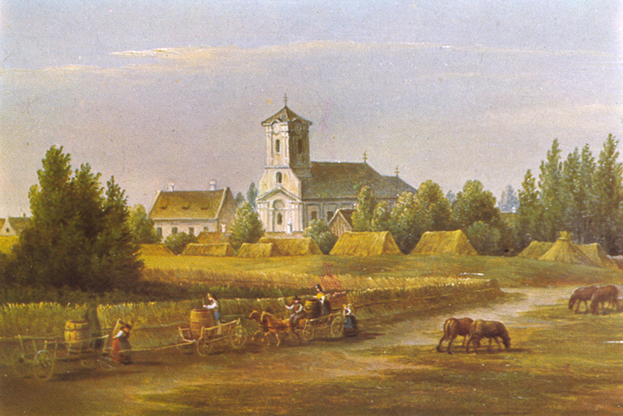
Pfarrkirche Podersdorf am See 1847 (Ölgemälde von Theodor Festorazzo)

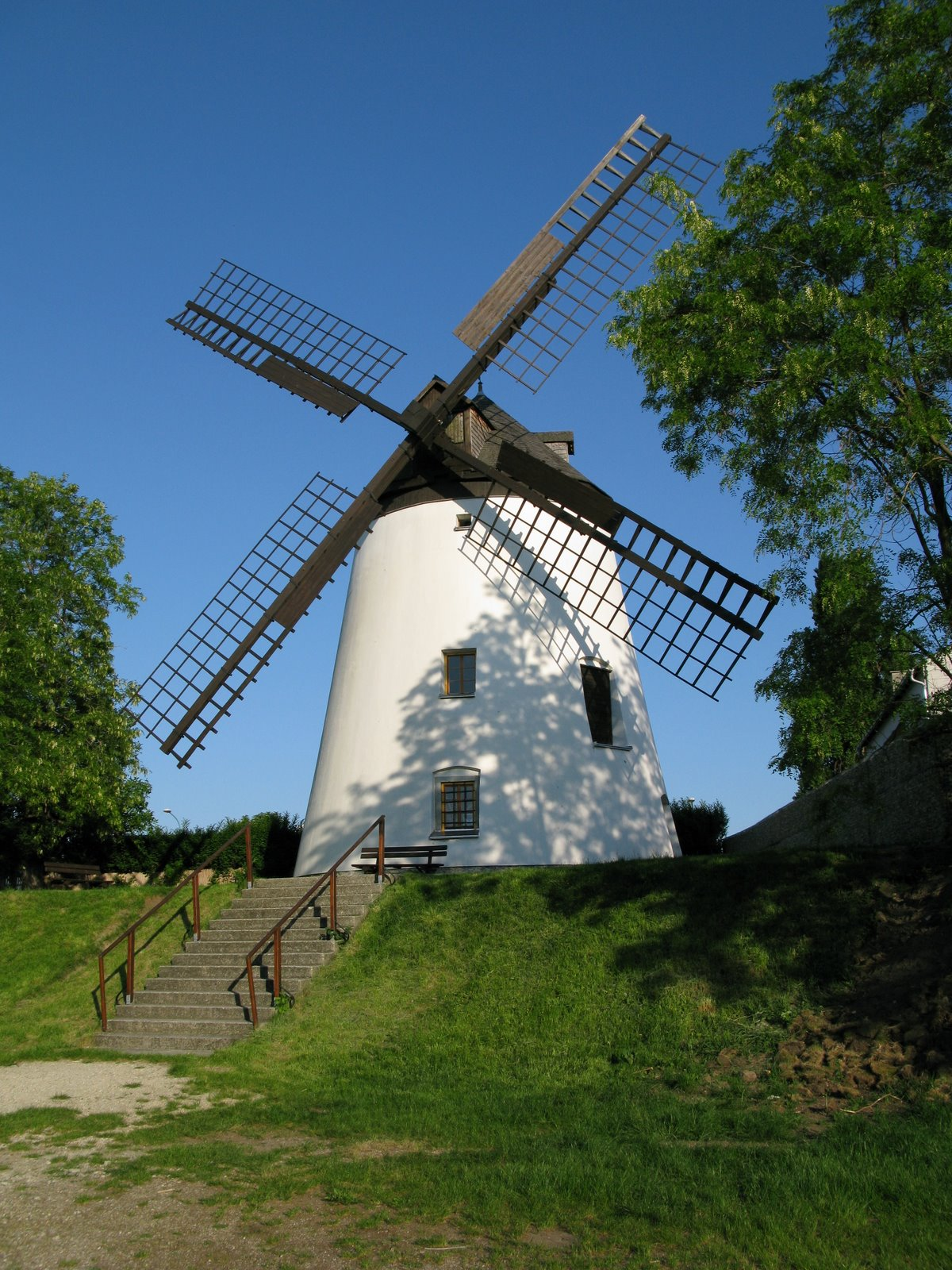
Eine der zwei letzten betriebsfähigen Windmühlen Österreichs steht in Podersdorf.

### Frühgeschichte und Antike
Steinzeitliche und bronzezeitliche Funde belegen, dass der Seewinkel ein alter Siedlungsraum ist. Die Lage direkt am Neusiedlersee lässt auf Besiedlung des Bereichs der heutigen Gemeinde in prähistorischer Zeit schließen. In der Antike hinterließen keltische Völker wie die Boier Zeugnisse ihrer Herrschaft.
Als die Römer im Jahr 9 die Provinz Pannonien errichteten, nannten sie das Land um den Neusiedler See Boierwüste, da es sehr dünn von den Boiern besiedelt war. Die dichten Eichenwälder des Seewinkels wurden zur Römerzeit abgeholzt, da das Holz in Carnuntum gebraucht wurde. Zurück blieb die heute bekannte, kahle Pusztalandschaft. Erste Weingärten entstanden spätestens unter der Regierung des Kaisers Probus.

### Mittelalter
Zur Zeit der Völkerwanderung war die Region wiederholt den Plünderungen einfallender asiatischer Reitervölker – wie den Hunnen, Awaren, Magyaren – sowie der Eroberung und Besiedlung durch Goten, Sueben und slawische Stämme ausgesetzt. Mehrere Awaren-Gräber bargen sowohl Krieger mit gehobenem Status als auch Kinder. Um 900 setzten sich die Magyaren auch im Gebiet des heutigen Burgenlandes durch (siehe Geschichte Ungarns).
1002 heiratet der magyarische König Stefan I. die bayrische Prinzessin Gisela und wird erster christlicher König von Ungarn. In der Folge kamen bayrische Adelige, kirchliche Orden und Siedler nach Ungarn. Die Deutsche Ostsiedlung erreicht magyarisches Gebiet. Zur Sicherung der Grenze wurden um 1021 die besiegten Petschenegen – sie wurden auch Bissener genannt und stammten ursprünglich aus dem Gebiet zwischen Talas und Donau – am Neusiedlersee angesiedelt.
Zu den bayrischen Einwanderern zählten auch die Grafen Poth, die im 13. Jahrhundert Potzneusiedl und Podersdorf gründeten bzw. übernahmen, was sich in den Ortsnamen niederschlug. Podersdorf existierte aber sicher schon vorher – es hieß um 1009 Altdorf – unter den Grafen Poth wurden kleinere Orte in der Nähe in die umbenannte Gemeinde Podersdorf eingesiedelt. Der Name Altdorf deutet auf alteingesessene, deutschsprachige Bewohner hin, was die Vermutung einer durchgehenden Besiedlung des Dorfes schon weit vor der magyarischen Landnahme unterstützt.
Das erste schriftliche Zeugnis stellt die Schenkung und Beurkundung Podersdorfs an den Zisterzienserorden durch König Andreas II. von Ungarn, im Jahre 1217 dar. Zu dieser Zeit begannen die Mönche vom Stift Heiligenkreuz verstärkt mit dem Weinbau. 1241 wurde die Region von Mongolen und Tataren unter Batu Khan verwüstet, König Béla IV. siedelte daraufhin wieder deutsche Siedler an.
Danach herrschte fast 300 Jahre lang Frieden; eine Zeit des Aufschwungs, der durch Pest, Hungersnot und herumziehende Räuberbanden beeinträchtigt wurde.
Die Zisterzienser haben die Urbarmachung dieses Raumes mit den Bewohnern betrieben. Bald waren die Gebiete um die Siedlungen von Sumpf befreit und fruchtbar. Auch die Verwaltung wurde nach deutschem Muster ausgebaut. Bis in das 14. Jahrhundert wurde die Besiedlung des Raumes systematisch betrieben.

### Neuzeit
Während der Türkenkriege ab 1526 mit der ersten Wiener Türkenbelagerung bis zur Schlacht am Kahlenberg 1683 war die Region umkämpftes Grenzland. Die überlebenden Podersdorfer verbargen sich während der türkischen Vorstöße in Sumpf und Schilf. Reformation und Gegenreformation hatten kaum Einfluss auf Podersdorf, man war mit Überleben im Krieg während einer Periode kalten Klimas beschäftigt und war konfessionell ohnehin an den Lehnsherrn gebunden. 1659 war der Seewinkel überwiegend evangelisch.
Nach den verheerenden Türkenkriegen, den Kuruzenaufständen (siehe Slowakei in der frühen Neuzeit) und dem Dreißigjährigen Krieg wurde die arg dezimierte bajuwarische und magyarische Bevölkerung ab 1711 ein drittes Mal durch Zusiedler aus dem süddeutschen Raum verstärkt. Diesmal kamen vor allem Schwaben und auch Franken in die Region. Dabei erfolgte eine Konzentration kleiner Siedlungen am Podersdorfer Hotter auf den Ort Podersdorf am See. Spätestens zu dieser Zeit wurde der Seewinkel überwiegend katholisch und deutschsprachig.

### Moderne
Im 18. Jahrhundert wütete zum letzten Mal die Pest in Podersdorf. Danach setzte mit der Trockenlegung des Hansag ein wirtschaftlicher Aufschwung ein. Die Windmühle und die Kirche (anstatt der alten Pfarrkirche, siehe Bild) wurden errichtet. Das 19. Jahrhundert brachte auch Hunger und Elend durch die Napoleonischen Kriege, das Jahr ohne Sommer, mehrere Choleraepidemien, Austrocknung des Neusiedlersees, Heuschrecken und besonders schweren Hagel. Die Zisterzienser ließen Mitte des 19. Jahrhunderts auch das Bernhardinum als Schule errichten, diese war eine der ersten Schulen im Seewinkel. Das Gebäude wurde um 2000 abgerissen.
Historisch war die Fischerei ein bedeutender Wirtschaftszweig, der jedoch heute keine Bedeutung mehr zukommt. Die bäuerliche Bevölkerung in dieser Region war immer dem Wohl und Wehe der herrschenden Aristokratie ausgeliefert, wobei Podersdorf durch den Einfluss der Zisterzienser oft auch beschützt wurde. Ab 1867 zerstört die Reblaus die autochthonen Weinreben, es dauerte einige Jahrzehnte bis neue, resistente Reben gezüchtet wurden und Erträge abwarfen. Während des 19. Jahrhunderts führte der Bevölkerungszuwachs dazu, dass vermehrt Weideland in Ackerland umgewandelt wurde. Die bis dahin charakteristische Heidelandschaft – auf Ungarisch Puszta – ist heute deshalb nur noch vereinzelt am Seerand oder rund um salzige Lacken vorhanden.
Der Ort gehörte wie das gesamte Burgenland bis 1920/1921 zu Ungarn (Deutsch-Westungarn). Seit 1898 musste aufgrund der Magyarisierungspolitik der Regierung in Budapest der ungarische Ortsname Pátfalu verwendet werden. Nach Ende des Ersten Weltkriegs wurde nach zähen Verhandlungen Deutsch-Westungarn in den Verträgen von St. Germain und Trianon 1919 Österreich zugesprochen. Der Ort gehört seit 1921 zum neu gegründeten Bundesland Burgenland (siehe auch Geschichte des Burgenlandes und Volksabstimmung 1921 im Burgenland).
Danach kamen die ersten Touristen ins Dorf, die Weltwirtschaftskrise zwang viele Burgenländer in die Emigration. Nach dem Zweiten Weltkrieg war Podersdorf wie das gesamte Burgenland bis 1955 von sowjetischen Soldaten besetzt. Es kam zu Plünderungen, Vergewaltigungen und Morden, trotzdem haben die Podersdorfer nicht ausschließlich negative Erinnerungen an die Besatzungszeit. Nach der „Russenzeit“ kamen Tourismus und Landwirtschaft in Schwung, das landwirtschaftliche Dorf entwickelte sich zum Tourismus-Zentrum. Podersdorf am See ist seit 1992 Marktgemeinde.
|  |  |

### Bevölkerungsentwicklung
| Podersdorf am See: Einwohnerzahlen von 1869 bis 2025 | Podersdorf am See: Einwohnerzahlen von 1869 bis 2025 | Podersdorf am See: Einwohnerzahlen von 1869 bis 2025 | Podersdorf am See: Einwohnerzahlen von 1869 bis 2025 | Podersdorf am See: Einwohnerzahlen von 1869 bis 2025 |
| ---------------------------------------------------- | ---------------------------------------------------- | ---------------------------------------------------- | ---------------------------------------------------- | ---------------------------------------------------- |
| Jahr                                                 |                                                      |                                                      |                                                      | Einwohner                                            |
| 1869                                                 | 1869                                                 |                                                      | 1.017                                                | 1.017                                                |
| 1880                                                 | 1880                                                 |                                                      | 1.126                                                | 1.126                                                |
| 1890                                                 | 1890                                                 |                                                      | 1.161                                                | 1.161                                                |
| 1900                                                 | 1900                                                 |                                                      | 1.185                                                | 1.185                                                |
| 1910                                                 | 1910                                                 |                                                      | 1.214                                                | 1.214                                                |
| 1923                                                 | 1923                                                 |                                                      | 1.261                                                | 1.261                                                |
| 1934                                                 | 1934                                                 |                                                      | 1.431                                                | 1.431                                                |
| 1939                                                 | 1939                                                 |                                                      | 1.528                                                | 1.528                                                |
| 1951                                                 | 1951                                                 |                                                      | 1.566                                                | 1.566                                                |
| 1961                                                 | 1961                                                 |                                                      | 1.627                                                | 1.627                                                |
| 1971                                                 | 1971                                                 |                                                      | 1.814                                                | 1.814                                                |
| 1981                                                 | 1981                                                 |                                                      | 1.845                                                | 1.845                                                |
| 1991                                                 | 1991                                                 |                                                      | 2.122                                                | 2.122                                                |
| 2001                                                 | 2001                                                 |                                                      | 1.998                                                | 1.998                                                |
| 2011                                                 | 2011                                                 |                                                      | 2.090                                                | 2.090                                                |
| 2021                                                 | 2021                                                 |                                                      | 2.143                                                | 2.143                                                |
| 2025                                                 | 2025                                                 |                                                      | 2.146                                                | 2.146                                                |
| Quelle(n): Statistik Austria, Gebietsstand 1.1.2021  |                                                      |                                                      |                                                      |                                                      |

In den 1920er Jahren sind einige Familien aus wirtschaftlicher Notwendigkeit in die USA und Kanada ausgewandert. Die beiden Weltkriege haben viele Opfer gefordert.
Als dann in den 1950er Jahren Wirtschaft und Tourismus zu florieren begannen, mussten trotzdem viele Podersdorfer eine Anstellung in Wien annehmen und dorthin übersiedeln. Seit den 1980er Jahren siedeln sich diese und viele auswärtige Familien wieder in Podersdorf an, was für eine steigende Bevölkerungszahl sorgt. Eine Änderung im österreichischen Meldegesetz hat in den 1990er Jahren nur am Papier zu rückläufigen Einwohnerzahlen geführt.
| Wanderungsbilanz | absolut | in %  |
| ---------------- | ------- | ----- |
| 1971–1981        | +31     | +1,7  |
| 1981–1991        | +277    | +15,0 |
| 1991–2001        | −124    | −5,8  |
| 2001–2011        | +80     | +4,0  |

677 Bürger haben per 31. Oktober 2014 in Podersdorf ihren Nebenwohnsitz, das ist fast ein Drittel der Einwohner.

## Kultur und Sehenswürdigkeiten

### Bauwerke

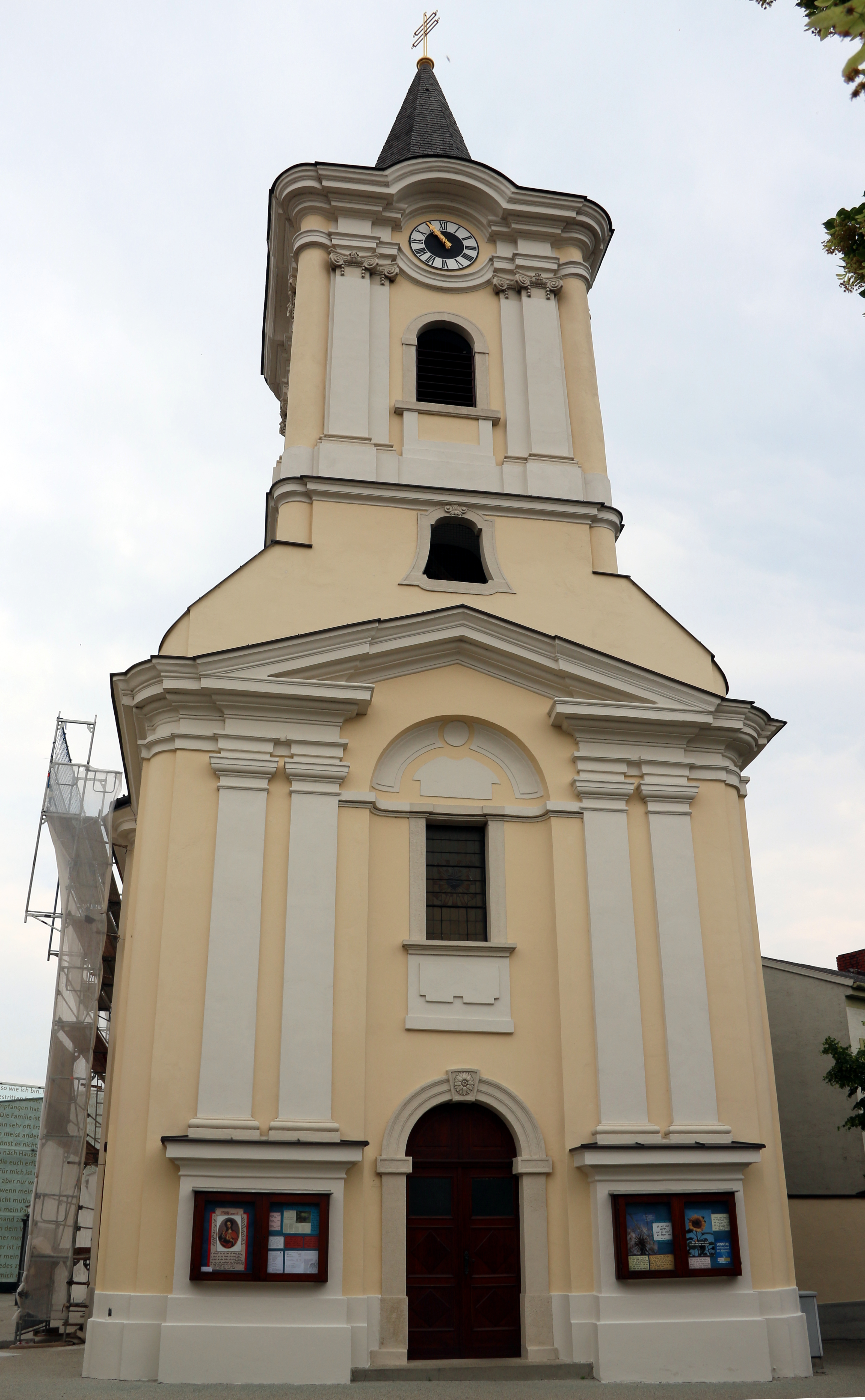
Pfarrkirche Podersdorf am See

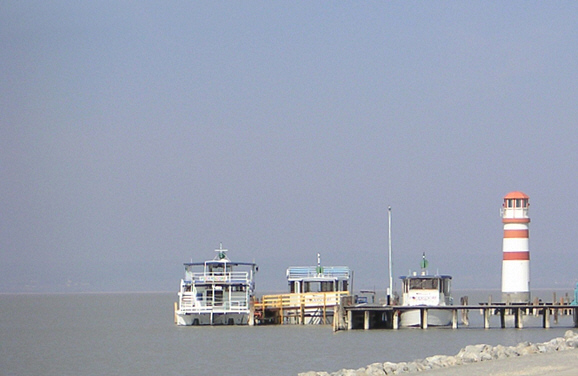
Leuchtturm und Ausflugschiffe bei Podersdorf, 2005

- Pfarrkirche Podersdorf am See: Die spätbarocke Kirche von 1791 in der Seestraße 69, ist der heiligen Katharina von Alexandrien geweiht und wurde 2000 von den Architekten Lichtblau und Wagner um einen Zubau ergänzt. Dieser beinhaltet eine Mehrzweckhalle und ein neues Gotteshaus. Gleich daneben befindet sich das ebenfalls geschützte Pfarrhaus.
- Leuchtturm Podersdorf: Der Leuchtturm am Hauptsteg, genau in der Mitte des Seebades gelegen, wurde als Orientierungspunkt und für Sturmwarnungen für die Wassersportler im Zuge der Neugestaltung des 2 km langen Strandbades errichtet.
- Die Windmühle von Podersdorf ist die größere der beiden letzten von ehemals vierhundert Windmühlen Österreichs. Sie ist, anders als die Retzer Windmühle, zur Gänze oberirdisch angelegt. Sie entstand um 1800 und ist seit 1849 in Familienbesitz. Sie war bis um 1926 in Betrieb. Seit 1975 steht sie unter Denkmalschutz. 2001 wurde der Verein Windmühle Podersdorf am See gegründet. Er gewährleistet Renovierung und Erhaltung der Windmühle sowie Organisation des Besucherbetriebes. Die Mühle ist 15 Meter hoch und konnte bei gutem Wind und geeignetem Mahlgut bis zu 300 Kilogramm Schrot in der Stunde mahlen. Die zwei Mahlwerke wurden mit den früher segeltuchbespannten Fludern angetrieben. Gegenwärtig wird die Windmühle ein paar Mal jährlich in Betrieb genommen sowie als Veranstaltungsort genutzt.

### Naturdenkmäler
Die Gemeinde befindet sich mitten im Nationalpark Neusiedler See-Seewinkel. Die Lacken, Niedermoorgebiete, Feuchtwiesen und Schilfgebiete der Umgebung sind durch Wander- und Radwege erschlossen. Führungen werden per Pferdekutsche und per pedes durch ortskundige und ausgebildete Naturliebhaber angeboten. Besonders bekannt sind der Obere- und der Untere Stinkersee und allgemein die Gegend der „Hölle“ im Süden der Gemeinde. Im Norden liegt die Zitzmannsdorfer Wiese.

### Regelmäßige Veranstaltungen
Die meisten Besucher brachte jahrelang das Surf-Opening Ende April / Anfang Mai, das zuletzt 2016 in Podersdorf stattfand und seit 2017 in Neusiedl am See ausgetragen wird.

### Sport

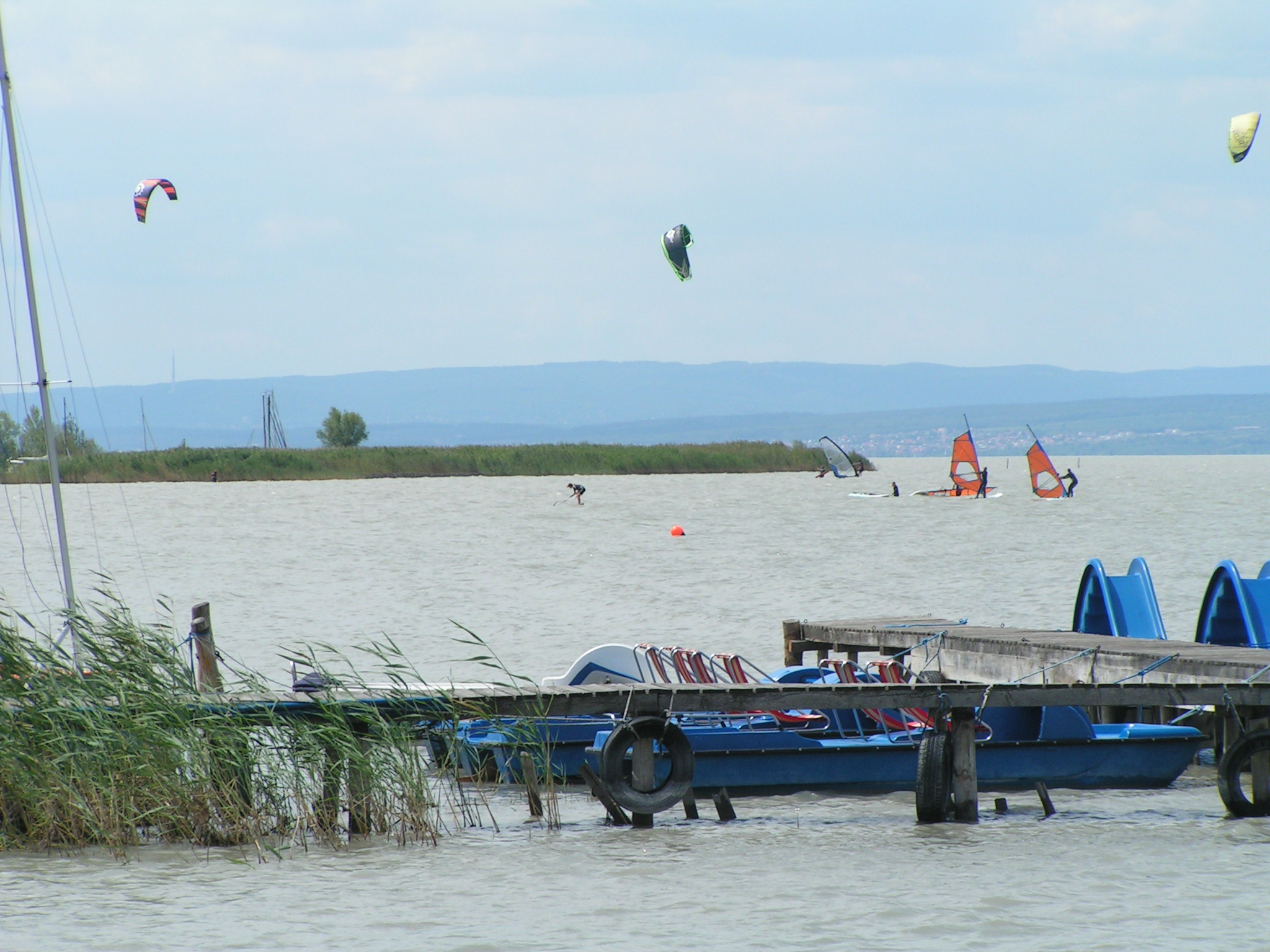
Wassersport auf dem Neusiedler See in Podersdorf

In den Podersdorfer Vereinen werden diese Sportarten betrieben:
- Pferdesport:

Mehrere Reitställe im Ort bieten ein breites Angebot. Am Georgshof werden Turniere und Meisterschaften ausgetragen.
- Tennis, Squash, Badminton:

Die Tennishalle und die Freiplätze sind Austragungsort regionaler Wettbewerbe. Für Schulen und Einzelsportler wird Tennisunterricht angeboten.
- Segeln:

Mehrere Vereine (Yacht Club, Segelverein Süd, Segelverein Nord) wurden bereits in 1960er und 1970er Jahren in den Hafenanlagen gegründet. Außerdem gibt es drei Segelschulen am Strand.
- Windsurfen:

Zwei Surfschulen mit Materialverleih bieten Kurse an, ein Verein organisiert die Windsurfer.
- Kitesurfen:

Mindestens drei Kiteschulen mit Verleih haben sich etabliert, ein Verein organisiert die Kiter.
- Laufen, Radfahren, Duathlon, Triathlon, Schwimmen:

Die Leichtathleten der Region haben sich in zwei Vereinen organisiert, einer davon ist der RSC-Podersdorf. In diesen Disziplinen sind die Podersdorfer in den Landesmeisterschaften immer ganz vorne dabei.
Als Austragungsort für den Austria-Triathlon gibt es ein umfassendes Sportangebot für Triathleten.
- Darts:

Diese eher britische Freizeitbeschäftigung hat auch in Podersdorf viele Anhänger, die bei den regionalen Bewerben immer wieder gut überzeugen konnten.
- Angeln:

Richtung Frauenkirchen gelegen ist der ehemalige Schotterteich Grundlacke das Zentrum des Angelsportes in Podersdorf geworden. Quer durch alle Altersgruppen hat sich ein sehr aktiver Verein etabliert.

## Brauchtum

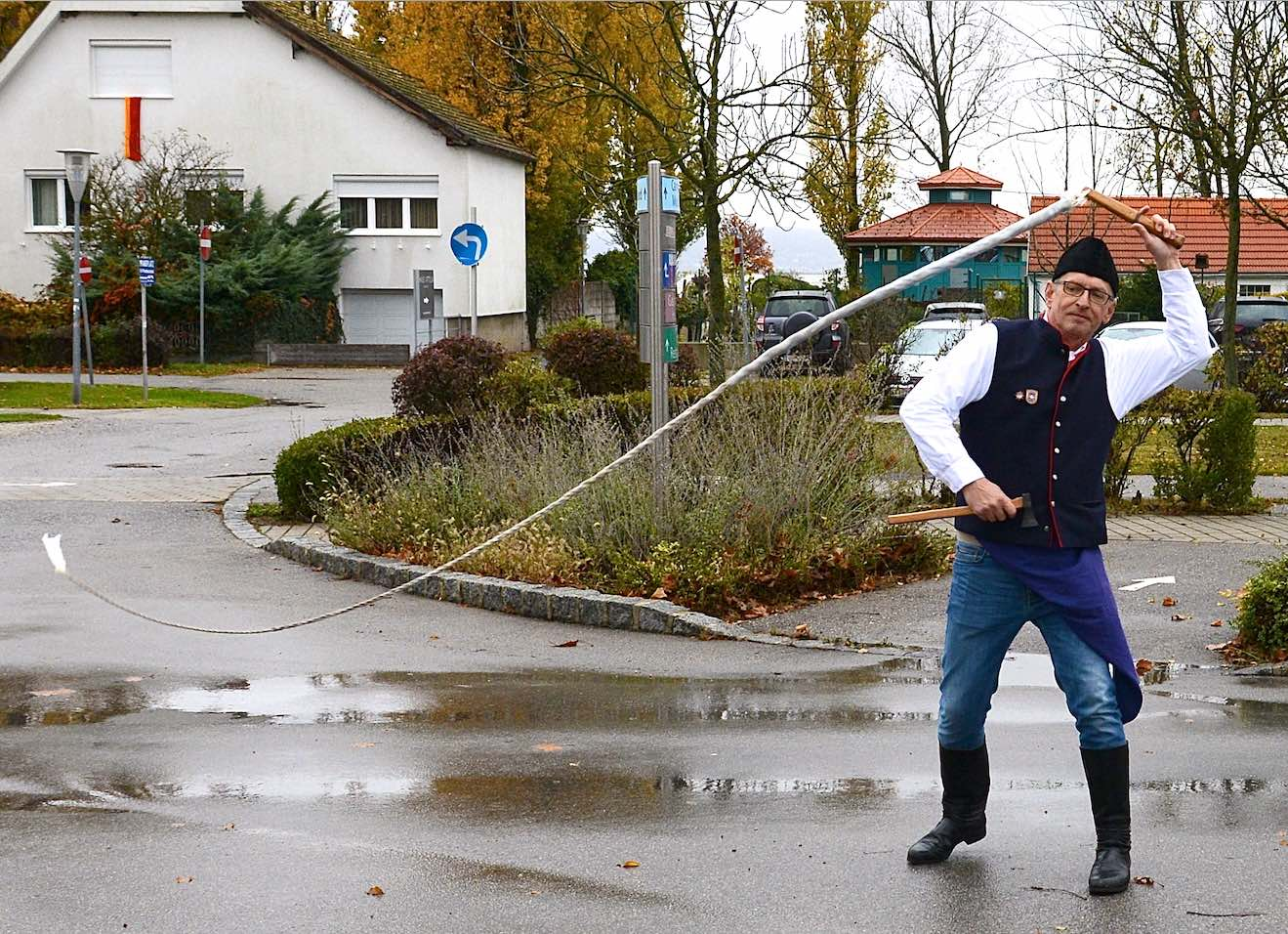
Goaßl-Kleschn beim Hiataeinzug in Podersdorf am See, 2019

Zu Martini findet in Podersdorf am See im Rahmen des Hiataeinzugs jedes Jahr im November das Goaßl-Kleschn statt. Es stellt den Höhepunkt des Martinilobens dar. Bei einer groß angelegten Brauchtumsveranstaltung führen die Goaßl-Klescher vor Augen, wie einstmals von den Weingartenhütern („Hiata“) mit langen Peitschen (Goaßln) die Stare vertrieben wurden.
Eröffnet wird der Hiataeinzug jeweils mit dem Auftritt der Blasmusik und der örtlichen Jagdhornbläsergruppe. Bei ihrem Zug durch den Ort schwingen die Hiata ihre Peitschen und erzeugen dabei markante Schnalzlaute (womit das Kleschen bezeichnet wird), mit denen früher die Stare von den Weingärten abgehalten wurden. Begleitet wird der Hütereinzug durch Kulinarik, wobei den Zuschauern von einem Traktoranhänger herab ein „Hiataessen“ gereicht wird. Nach dem Umzug der Goaßl-Klescher geht das alljährlich gut frequentierte Weinfest bei den „Offenen Kellertüren“ weiter. Das Goaßl-Kleschn wurde früher auch in anderen Weinorten praktiziert, aber nur in Podersdorf am See wird es als Brauchtum aufrechterhalten.

## Wirtschaft und Infrastruktur

### Ansässige Unternehmen
Der Tourismus mit seinen Restaurants, Hotels, Pensionen, Surf- und Segelschulen, Bootsverleihen, Heurigen, Radverleihen, Campingplätzen etc. hat vier bis fünf Monate im Jahr Saison. Die Nächtigungszahlen waren in den 1980er Jahren rückläufig. Als Gegenmaßnahmen wurden Organisationen wie die Podersdorfer Tourismus und Freizeitbetriebe (PTF), die Neusiedlersee Tourismus und die Burgenland Tourismus geschaffen beziehungsweise gestärkt. Es wird vermehrt auf Qualität geachtet, wodurch sich das Angebot deutlich verbessert hat. Durch EU-Gelder im Zuge der Förderung als Ziel-1-Gebiet wurden einige einschlägige Betriebe gegründet und das Strandbad völlig neu ausgebaut. Podersdorf am See stand im Jahr 2002 an Rang 59 der Übernachtungszahlen der österreichischen Fremdenverkehrsgemeinden.
| Übernachtungen | 1996    | 1997    | 1998    | 1999    | 2000    | 2001    | 2002    | davon Nicht- Österreicher |
| -------------- | ------- | ------- | ------- | ------- | ------- | ------- | ------- | ------------------------- |
| insgesamt      | 337.472 | 328.687 | 401.857 | 394.387 | 396.010 | 397.979 | 410.630 | 127.328                   |

Die Podersdorfer Tourismus und Freizeitbetriebe betreibt in erster Linie das Strandgelände und den Campingplatz und kümmert sich um das Tourismus Marketing.
Die Landwirtschaft machte in den 1960er und 1970er Jahren einen umfangreichen Strukturwandel durch. Vom allgemeinen Aufschwung und den Anforderungen der Touristen ermutigt, wurden sämtliche landwirtschaftlichen Aktivitäten zu Gunsten des Weinbaus nahezu aufgegeben. Auf 454 Hektar werden Rot- und Weißweine kultiviert.

### Pendler
| Erwerbspendler nach Pendelziel (2001) | Erwerbspendler nach Pendelziel (2001) | Erwerbspendler nach Pendelziel (2001) | Erwerbspendler nach Pendelziel (2001) | Erwerbspendler nach Pendelziel (2001) |
| Entfernungskategorie Arbeitsgemeinde  | Insgesamt                             | davon männlich                        | Tages- pendler                        | Nicht-Tages- pendler                  |
| ------------------------------------- | ------------------------------------- | ------------------------------------- | ------------------------------------- | ------------------------------------- |
| Erwerbstätige am Wohnort              | 967                                   | 554                                   |                                       |                                       |
| Auspendler                            | 581                                   | 363                                   | 546                                   | 35                                    |
| Einpendler                            | 214                                   | 115                                   | 204                                   | 10                                    |
| Erwerbstätige am Arbeitsort           | 600                                   | 306                                   |                                       |                                       |

Seit Jahrzehnten pendeln viele Podersdorfer zur Arbeit in die 70 Kilometer entfernte Bundeshauptstadt Wien. Waren früher viele Podersdorfer gezwungen, in Wien eine Wohnung zu nehmen, ist es heute dank günstiger Verkehrsanbindungen vielen Pendlern möglich, die Strecke täglich zu bewältigen.

### Öffentliche Einrichtungen
Der Verein Haus Katharina betreibt ein Altenwohn- und Pflegeheim.

### Bildung
In der Gemeinde gibt es einen Kindergarten und eine Volksschule.

## Politik

### Gemeinderat
Der Gemeinderat umfasst aufgrund der Anzahl der Wahlberechtigten insgesamt 23 (bis 2017 nur 21) Mitglieder.
| Partei          | 2022             | 2022             | 2022             | 2017             | 2017             | 2017             | 2012             | 2012             | 2012             | 2007             | 2007             | 2007             | 2002             | 2002             | 2002             | 1997             | 1997             | 1997             |
| Partei          | Sti.             | %                | M.               | Sti.             | %                | M.               | Sti.             | %                | M.               | Sti.             | %                | M.               | Sti.             | %                | M.               | Sti.             | %                | M.               |
| --------------- | ---------------- | ---------------- | ---------------- | ---------------- | ---------------- | ---------------- | ---------------- | ---------------- | ---------------- | ---------------- | ---------------- | ---------------- | ---------------- | ---------------- | ---------------- | ---------------- | ---------------- | ---------------- |
| ÖVP             | 949              | 65,90            | 15               | 913              | 57,78            | 12               | 896              | 63,10            | 13               | 945              | 65,95            | 14               | 919              | 65,04            | 14               | 829              | 61,54            | 14               |
| SPÖ             | 491              | 34,10            | 8                | 591              | 37,41            | 8                | 524              | 36,90            | 8                | 488              | 34,05            | 7                | 494              | 34,96            | 7                | 411              | 30,51            | 6                |
| Grüne           | nicht kandidiert | nicht kandidiert | nicht kandidiert | 76               | 4,81             | 1                | nicht kandidiert | nicht kandidiert | nicht kandidiert | nicht kandidiert | nicht kandidiert | nicht kandidiert | nicht kandidiert | nicht kandidiert | nicht kandidiert | nicht kandidiert | nicht kandidiert | nicht kandidiert |
| FPÖ             | nicht kandidiert | nicht kandidiert | nicht kandidiert | nicht kandidiert | nicht kandidiert | nicht kandidiert | nicht kandidiert | nicht kandidiert | nicht kandidiert | nicht kandidiert | nicht kandidiert | nicht kandidiert | nicht kandidiert | nicht kandidiert | nicht kandidiert | 107              | 7,94             | 1                |
| Wahlberechtigte | 2039             | 2039             | 2039             | 1990             | 1990             | 1990             | 1949             | 1949             | 1949             | 1888             | 1888             | 1888             | 1803             | 1803             | 1803             | 1662             | 1662             | 1662             |
| Wahlbeteiligung | 77,59 %          | 77,59 %          | 77,59 %          | 86,43 %          | 86,43 %          | 86,43 %          | 83,02 %          | 83,02 %          | 83,02 %          | 84,27 %          | 84,27 %          | 84,27 %          | 86,47 %          | 86,47 %          | 86,47 %          | 90,01 %          | 90,01 %          | 90,01 %          |

### Gemeindevorstand
Neben der Bürgermeisterin Michaela Wohlfart (ÖVP) und dem Vizebürgermeister Josef Steiner (SPÖ) gehören Hans Heiling (ÖVP), Martin Kummer (ÖVP), Alexandra Moser (ÖVP), Stefan Peiszer (ÖVP) und Mario Schmidt (SPÖ) dem Gemeindevorstand an.

### Bürgermeisterin
Bürgermeisterin von Podersdorf am See ist Michaela Wohlfart (ÖVP), die am 6. Dezember 2016 Andreas Steiner (ÖVP) nachfolgte. Bei der Bürgermeisterdirektwahl wurde sie mit 60,49 % der Stimmen in ihrem Amt bestätigt und distanzierte ihre Mitbewerber Franz Josef Steiner (SPÖ, 36,24 %) und Kurt Ciboch (Grüne, 3,27 %) klar. Wohlfart, die als Amtsfrau auch die Leitung des Gemeindeamts über hat, ist die erste Frau in der Geschichte von Podersdorf am See, die der Gemeinde vorsteht. Bei der Wahl 2022 verteidigte Michaela Wohlfart das Amt mit 64,74 Prozent der Stimmen im ersten Wahlgang.

#### Chronik der Ortsrichter und Bürgermeister
| Jahre                  | Marktrichter      |
| ---------------------- | ----------------- |
| 1549                   | Caspar Zaun       |
| 1574                   | Georg Tattner     |
| 1574, 1577             | Adam Leiner       |
| 1581                   | Lienhard Tullner  |
| 1585                   | Adam Leiner       |
| 1617, 1619             | Ambros Schmidt    |
| 1630, 1638, 1642, 1646 | Sebastian Kharner |
| 1647 1664              | Urban Lentsch     |
| 1669–1681              | Matthias Lentsch  |
| 1692–1694, 1697–1699   | Martin Kärner     |
| 1701–1709              | Michael Waba      |
| 1709–1718              | Michael Wohlfarth |
| 1718–1719              | Sebastian Gisch   |
| 1724                   | Balthasar Lentsch |
| 1735–1739              | Johann Wolfarth   |
| 1740, 1749, 1750, 1752 | Hans Schopf       |
| 1752–1757, 1760–1761   | Adam Lentsch      |

| Jahre      | Marktrichter      |
| ---------- | ----------------- |
| 1761–1768  | Adrian Wohlfarth  |
| 1777       | Urban Lentsch     |
| 1790       | Lorenz Kirchmayer |
| 1804       | Urban Lentsch     |
| 1817       | Josef Steiner     |
| 1826       | Matthias Lentsch  |
| 1844       | Martin Steiner    |
| 1862       | Josef Steiner     |
| 1876       | Josef Steiner     |
| 1884, 1887 | Johann Schaller   |
| 1890       | Ulrich Schopf     |
| 1891–1895  | Johann Haider     |
| 1896–1903  | Franz Steiner     |
| 1903–1909  | Johann Steiner    |
| 1909–1912  | Julius Steiner    |
| 1912–1919  | Stefan Gisch      |

| von       | bis       | Bürgermeister           |
| --------- | --------- | ----------------------- |
| 1919      | 1922      | Stefan Weiss            |
| 1923      | 1927      | Franz Steiner           |
| 1927      | 1931      | Johann Haider           |
| 1931      | 1935      | Franz Steiner           |
| 1936      | 1938      | Georg Steiner           |
| 1938      | 1939      | Lorenz Zeiss            |
| 1939      | 1944      | Johann Steiner          |
| 1944      | 1945      | Jakob Eger              |
| 1945      | 1947      | Georg Steiner           |
| 1947      | 1948      | Johann Haider           |
| 1949      |           | Nikolaus Steiner        |
| 1949      | 1954      | Lorenz Ettl             |
| 1954      | 1958      | Johann Lang             |
| 1959      | 1962      | Lorenz Ettl             |
| 1963      | 1967      | Martin Lentsch          |
| 1967      | 1980      | Alois Gisch             |
| 1981      | 2007      | Johann Ettl             |
| 2007      | 2016      | Andreas Steiner (ÖVP)   |
| seit 2016 | seit 2016 | Michaela Wohlfart (ÖVP) |

### Wappen
|  | Das Wappen wurde 1765 mit Urkunde an Podersdorf am See verliehen. Die Urkunde liegt im Archiv Mosonmagyaróvár/Ungarn auf. 1935 hat der Gemeinderat mit Beschluss vom 8. November 1935 das alte Wappen als offizielles Wappen von Podersdorf am See bestätigt. Die offizielle Verleihung erfolgte erst 13. September 1992, das Wappen wurde damit dem Gesetz entsprechend per Urkunde der Landesregierung bestätigt. Blasonierung: Das Wappen ist schildförmig mit blauem Untergrund, weißes Kreuz, gleichschenkelig in der Mitte, zwei Lorbeerzweige schließen das Kreuz unten (ebenfalls weiß). Die Bedeutung des Wappens ist eine Darstellung der Verbundenheit zum Lebensraum des Neusiedler Sees (blau) und der geistigen Grundlage des röm.-kath. Glaubens, dem Kreuz (Schicksalsgemeinschaft); die Lorbeerzweige stellen wohl die historische und geistige Brücke und die Glorifizierung dieser Symbole dar. |

| Wappenspruch |
| --- |
| Das weiße Tatzenkreuz im Blau erinnert uns an Angst und Not die Türkenkriege, Brand und Pest, an Raub, an Widerstand und Tod. Die Lorbeerzweige künden noch von Mannesmut und Tapferkeit und ihre Früchte sind der Lohn für Treue in bewegter Zeit. Der See, das Blau im Wappenschild, ist unsrer Hoffnung helles Licht, der Freiheit ungetrübter Glanz, der Glaube und die Zuversicht. |
| Franz Theuer |

## Persönlichkeiten

### Ehrenbürger
Zu Ehrenbürgern wurden ernannt:
- Vizekanzler Ernst Rüdiger Starhemberg (1899–1956)
- Bundeskanzler Engelbert Dollfuss (1892–1934)
- Landeshauptmann Hans Sylvester (1897–1939)
- Pater Leo Waldherr (Gründer der katholischen Frauenbewegung Podersdorf)
- Landeshauptmann Karl Stix (1939–2003)
- Landeshauptmannstellvertreter Franz Sauerzopf (1932–2024)

### Ehrenringträger
Der Ehrenring der Marktgemeinde Podersdorf wurde verliehen an:
- Alt-Bürgermeister Lorenz Ettl
- Kämmerer Julius Steiner
- Alt-Bürgermeister Johann Lang
- Alt-Landeshauptmann Hans Bögl (1899–1974)
- Alt-Landeshauptmannstellvertreter Reinhold Polster (1922–2009)
- Abt Prälat Karl Braunstorfer (1895–1978)
- Michael Hebaus
- Kämmerer Ulrich Schmidt
- Alt-Bürgermeister Ök.-Rat Alois Gisch
- Franz Kroiss
- Pater Leo Waldherr
- Gemeindevorstand Lorenz Lentsch
- Alt-Landeshauptmann Karl Stix (1939–2003)
- Alt-Landesrat Karl Kaplan (* 1942)
- Alt-Bürgermeister Ök.-Rat Johann Ettl
- Gemeindevorstand Franz Fischer
- Alt-Landesrat Paul Rittsteuer (* 1947)
- Lorenz Steiner
- Pater Maurus Zerb
- Georg Ganser
- Maria Unger
- Georg Gesellmann

### Söhne und Töchter der Gemeinde
- Franz Steiner (1885–1935), Wirtschaftsbesitzer und Politiker
- Georg Steiner (1886–1977), Landwirt und Politiker
- Franz Theuer (1922–2003), Historiker und Mitglied der Bundesgendarmerie